# Groupe de O'Nan
En mathématiques, le groupe de O'Nan, noté O'N, est le groupe sporadique d'ordre 460 815 505 920 = 29 · 34 · 5 · 73 · 11 · 19 · 31.
Il a été nommé en l'honneur du mathématicien américain Michael O'Nan (en), qui l'a découvert en 1976.
Le groupe de O'Nan fait partie (avec le groupe de Rudvalis, le groupe de Lyons et les trois groupes de Janko J1, J3 et J4) des six groupes sporadiques qui sont appelés les parias, parce qu'ils ne sont pas des sous-quotients du groupe Monstre.